# Lamba Doria
Lamba Doria, född 1245 i Genua, död 1323, var en genuesisk amiral.
Han är ryktbar för sin seger över den venezianske amiralen Andrea Dandolo under sjöslaget vid Curzola 8 september 1298. Segern var dyrköpt men tvingade dock Venedig till en för Genua fördelaktig fred.

## Biografi
Lamba Doria föddes 1245 i en av Genuas mäktigaste familjer. Han tillhörde den adliga ätten D’oria som enligt legenden härstammade från Lady Auria.
Den 28 oktober 1270 blev Doria och brodern Oberto Doria valda att styra Genua. ’’Capitano del Popolo’’ Familjen Doria tillhörde Ghibelline-partiet som stöttade det tysk-romerska partiet. 

### Sjöslaget vid Korčula

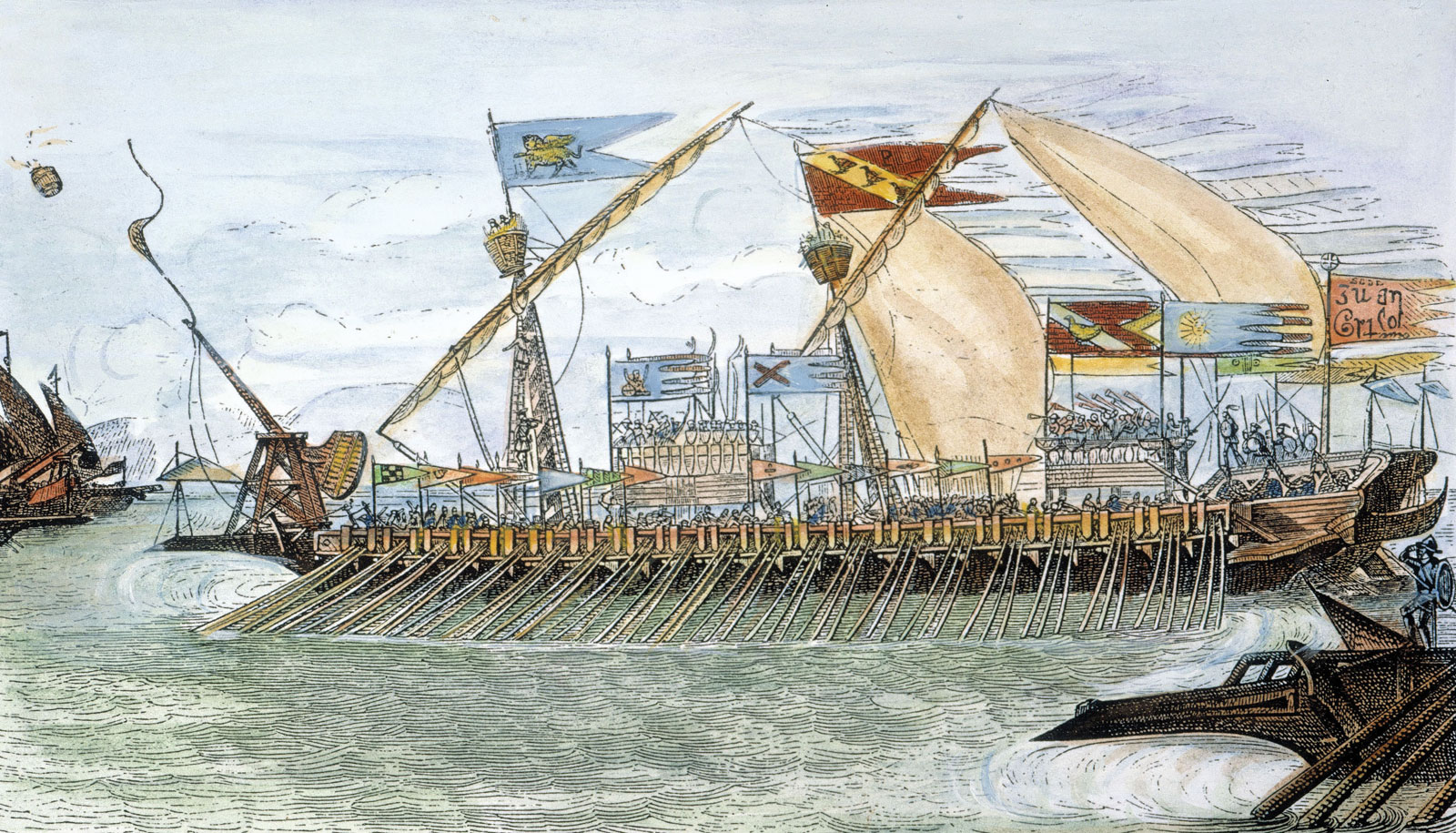
Veneziansk galär vid Korčula

Sjöslaget ägde rum den 8 september 1298 i kanalen mellan fastlandet och ön Korčula i Dalmatien. Republiken Venedigs flotta under befäl av amiral Andrea Dandolo förlorade mellan 60 och 80 galärer av de 95 deltagande. Även Genua led svåra förluster, men Lamba Doria hyllades som nationalhjälte när han återkom till sin hemstad.